# Lellia Cracco Ruggini
Lellia Cracco Ruggini (Milano, 20 settembre 1931 – Torino, 27 giugno 2021) è stata una storica italiana.

## Biografia
Allieva di Plinio Fraccaro all'Università di Pavia, dopo un'esperienza come borsista all’Istituto italiano per gli studi storici e all'École des hautes études, iniziò una lunga carriera di insegnamento nelle diverse discipline dell'antichistica, presso le università di Pavia e Torino. Esplorò nei suoi studi diversi aspetti della tarda antichità, con un'attenzione particolare alla storia economica e sociale, ma fornì anche un contributo importante alla storia della storiografia. Fu condirettrice della “Nuova rivista storica” e della “Rivista Storica Italiana”, socia dell'Accademia Nazionale dei Lincei, dell’Accademia delle Scienze di Torino, dell’Académie des inscriptions et belles-lettres, dell'Academia Europæa. 
Nata Lellia Ruggini, fu sposata con lo storico Giorgio Cracco.

## Opere principali
- Economia e società nell'Italia annonaria: rapporti tra agricoltura e commercio dal 4. al 6. secolo d.C., 3 voll., Milano, Giuffrè, 1961.
- Simboli di battaglia ideologica nel tardo ellenismo: Roma, Atene, Costantinopoli; Numa, Empedocle, Cristo, Pisa, Pacini, 1972.
- Le grandi civiltà del passato, 2 voll. (con Filippo Càssola), Firenze, La Nuova Italia, 1982.
- Storia antica: come leggere le fonti, Bologna, Il Mulino, 1996.
- Gli ebrei in età tardoantica: presenze, intolleranze, incontri, Roma, Edizioni di storia e letteratura, 2011.